# Maison de retraite
Pour les articles homonymes, voir Maison (homonymie).

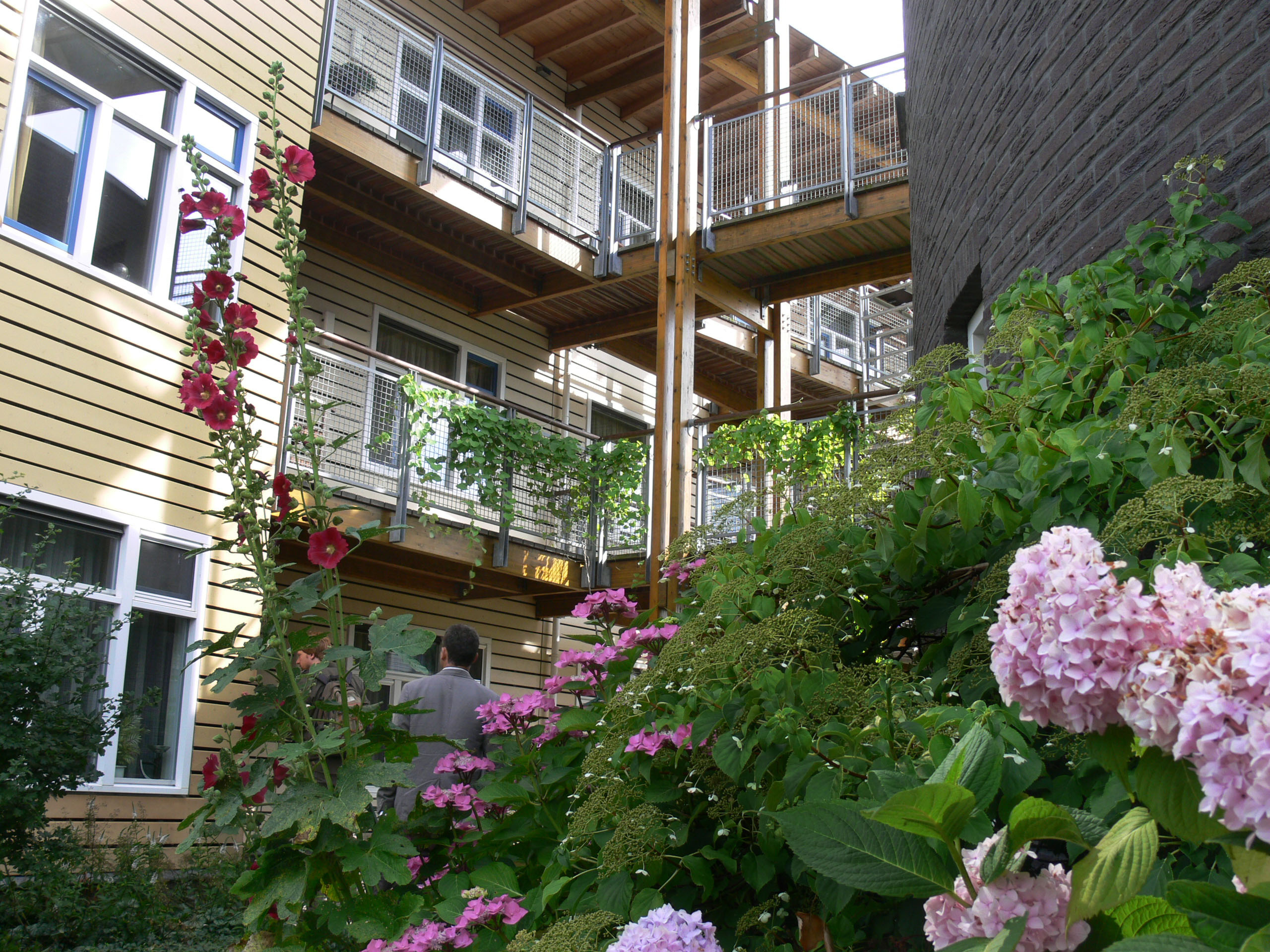
Exemple d'un quartier conçu par et pour les seniors, collaborativement avec l'architecte, dans un écoquartier des Pays-Bas (EVA-Lanxmeer), en lien avec la municipalité de Culembourg.

Une maison de retraite est une résidence collective destinée aux personnes âgées. 
Ce terme remplace depuis longtemps le terme hospice, qui a désormais une connotation péjorative.

## Définitions
Le terme « maison de retraite » est lui-même remplacé par d'autres synonymes car il est vrai que si la plupart des personnes âgées sont des retraités, elles sont rarement hébergées en maison de retraite dès leur départ à la retraite en France. Pour les francophones, la notion de retraite évoque le retrait du monde actif et peut avoir une signification mystique ou religieuse (retraite au désert, ermitage, etc.).

## Dans le monde

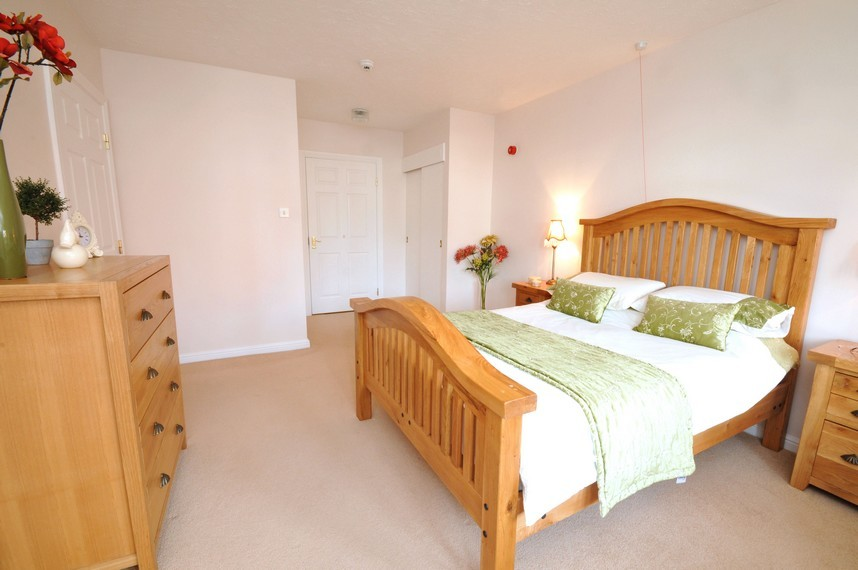
Chambre dans une maison de retraite en Angleterre, en 2014.

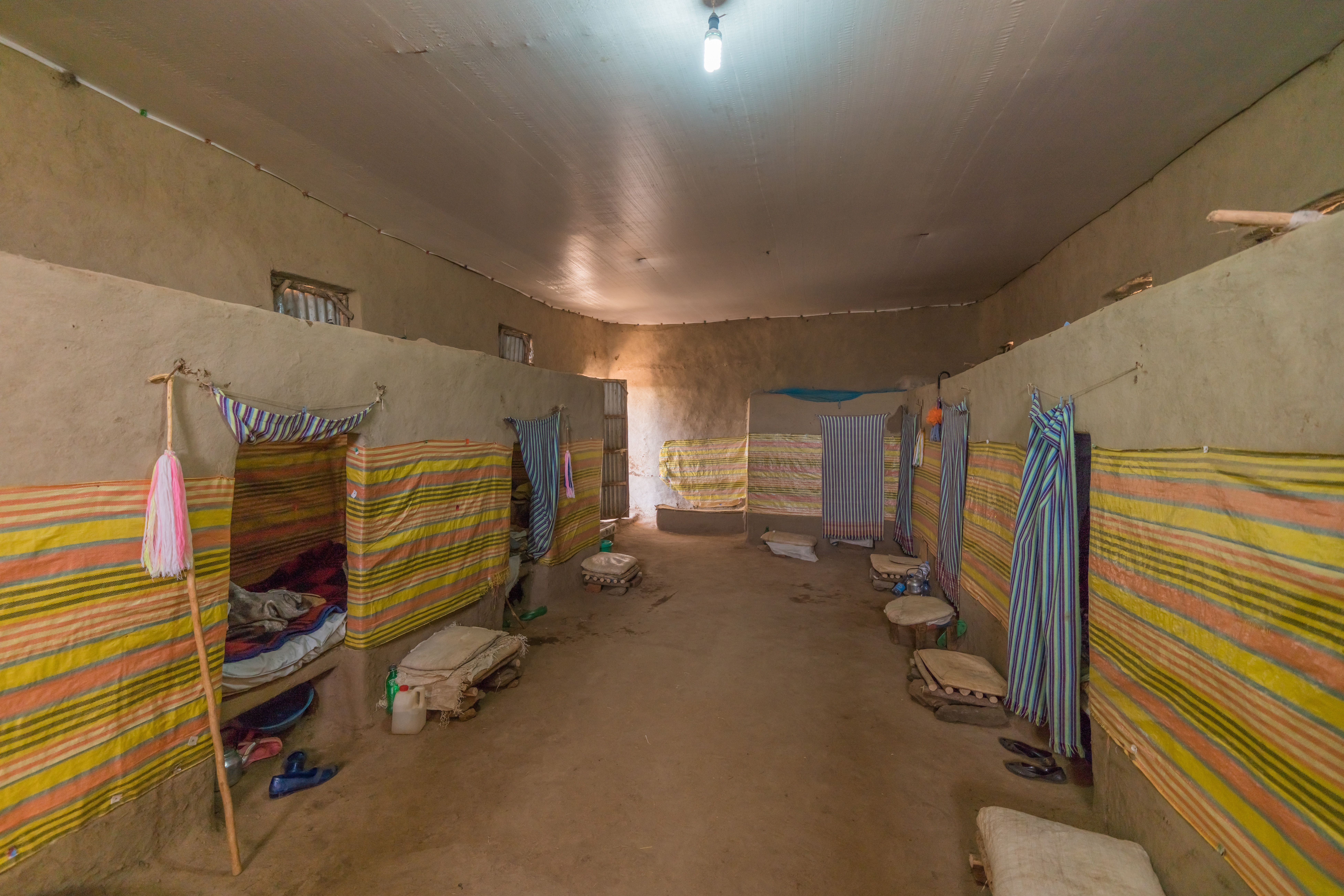
Dortoir dans une maison de retraite en Éthiopie, en 2018.

### Belgique
- Maison de repos pour personnes âgées (MRPA) ;
- Maison de repos et de soins (MRS) ;
- Maison de repos (MR) ;
- Résidence service (RS) ;
- Centre d'accueil de jour (CAJ) ;
- Centre de soins de jour (CSJ) ;
- Centre de court séjour (CS).

#### Aide à la recherche de maison de repos en Belgique
Il existe des services gratuits qui aident les familles à identifier un établissement adapté, comme les CPAS, les services sociaux hospitaliers, ou certaines plateformes privées d’orientation comme Retraite Plus, reconnues pour leur rôle d’accompagnement non-médical.

### Canada

#### Québec
Au Québec, on divise en quatre grandes catégories les résidences pour personnes âgées, soit :
- Les conciergeries, ou « résidences pour personnes autonomes » : il s’agit de complexes dans lesquels on accueille des personnes entièrement autonomes. On les qualifie parfois de résidences pour « retraités dynamiques » : aucun soin n’est prodigué, on trouve souvent un service d’infirmerie pour les problèmes bénins. Des services (salle à manger, comptoir pharmaceutique, salle communautaire, institution financière, etc.) sont habituellement intégrés dans l’édifice.
- Les pensions familiales, ou « ressources de type familial » : on parle ici d’établissements qui accueillent des personnes autonomes ou en légère perte d’autonomie, c’est-à-dire des personnes encore en mesure de s’occuper d’elles-mêmes pour l’hygiène de base, mais qui souffrent d’un déficit cognitif ou qui éprouvent des difficultés à se déplacer. Dans un appartement pour personne semi-autonome, cuisine et salle de bains sont spécialement aménagées afin d’assurer la sécurité.
- Les résidences privées : ces résidences accueillent des personnes entièrement autonomes, en perte d'autonomie ou encore des personnes non autonomes nécessitant des soins de santé. Au Québec plusieurs résidences privées sont disponibles. Cependant, le processus décisionnel doit être bien encadré afin de s'assurer de trouver l'endroit idéal pour demeurer[1].
- Les centres d'hébergement et de soins de longue durée (CHSLD) : ces établissements ont pour mission «d’offrir un milieu de vie substitut, de façon temporaire ou permanente, à une clientèle adulte qui ne peut plus demeurer dans son milieu de vie naturel, en raison d’une perte d’autonomie fonctionnelle ou psychosociale, malgré le support de l’entourage»[2]

### États-Unis
Début 2020, on compte 15 600 maisons de retraite aux États-Unis. Elles accueillent environ 1,3 million de personnes, auxquelles s’ajoutent 700 000 pensionnaires de résidences médicalisées. Près de 70 % appartiennent à des opérateurs privés.

### France

#### Modes d'hébergement
L'hébergement varie entre une pièce individuelle et le petit appartement, comme le prévoit la loi sur la retraite en France. 
Les services annexes varient, eux aussi, en fonction du standing (du restaurant à la cantine) et du type de personnes hébergées (de l'environnement quasi-hospitalier pour les personnes avec invalidité physique ou mentale « lourde » à la résidence où le médecin traitant passant en fonction des besoins). On peut également catégoriser les établissements suivant leur mode de financement (agréé aide sociale ou à la charge du résident ou de sa famille).
Compte tenu du coût élevé de ce mode d'hébergement et de la rareté des places disponibles face à une demande croissante, le maintien à domicile avec mise en place d'une aide personnalisée est une solution alternative. Par exemple, en France, une allocation personnalisée d'autonomie (APA).

#### Maison de retraite
Certaines maisons de retraite accueillent des personnes âgées pour un hébergement temporaire de quelques jours à quelques semaines, ou proposent un accueil de jour pour des personnes âgées qui ne peuvent ou ne veulent rester chez elles dans la journée.
Depuis peu, il existe des informations sur les maisons de retraite, expliquant de manière claire les critères de sélection. Il faut noter qu'en France, l'appellation « maison de retraite » est source de confusion entre les différents types d'établissements, médicalisés ou non, pouvant accueillir ou non des personnes dépendantes et ou souffrant de pathologies particulières comme la maladie d'Alzheimer ou de Parkinson.

#### Résidence autonomie (ex foyer-logement)
Les foyers-logements, aussi dénommés RPA (résidence pour personnes âgées), puis RA (résidences autonomie) constituent une formule intermédiaire entre le domicile et la maison de retraite. Ils accueillent des personnes autonomes mais qui ont besoin d’un cadre sécurisant. Les résidents vivent dans des appartements individuels (studios ou F2). Ils ont le statut de locataire et disposent de locaux communs et de services collectifs (restaurant, blanchisserie, animations). 

#### Résidence avec services
Souvent appelé "résidence séniors", "résidence services séniors" ou encore "résidence services séniors - rss" ; cette formule d’hébergement s’adresse à une clientèle autonome, valide ou semi-valide. Les retraités peuvent acheter ou louer un appartement dans un ensemble hôtelier spécialement conçu et équipé pour leur fournir des prestations adaptées à leurs besoins : restauration en salle à manger ou à domicile, bar, bibliothèque, salle de spectacle, animations.

#### Établissement d'hébergement pour personnes âgées dépendantes (EHPAD)
Une maison de retraite médicalisée est généralement qualifiée d’EHPAD (établissement d’hébergement pour personnes âgées dépendantes) lorsqu'il a signé une convention tripartite avec le conseil départemental (du département dans lequel il se trouve) et l’autorité compétente de l’assurance-maladie lui donnant le droit d’héberger des personnes âgées dépendantes. Certains établissements n’ont pas encore signé de convention tripartite mais répondent aux critères d’EHPAD et peuvent, en conséquence, recevoir la qualification d’« établissement médicalisé ». Un établissement est réputé médicalisé lorsqu’il a la capacité de faire face à la dégradation de l’état de santé et à la perte d’autonomie des résidents. Il n'y a pas de médecin salarié qui soigne les résidents. Le médecin coordonnateur, qui est salarié à temps partiel, ne fait pas de soin sur place, sauf urgence ; il ne fait que de la coordination. Ce sont les médecins libéraux qui soignent les résidents. Les urgences sont assurées par le système de garde de ville et les appels aux numéros d'appel d'urgence (15, 18 ou 112). La réglementation en vigueur dans ce type d'établissement impose la présence d'une aide soignante dans l'équipe effectuant le service de nuit.

#### Maison d'accueil et de résidence pour l'autonomie (MARPA)
Ces structures concernent les communes de moins de 2 000 habitants. Il s'agit d'une petite unité de vie dont la capacité d'hébergement est limitée à 24 personnes. Les résidents sont locataires de leur propre appartement, avec un accès privatif à leur logement et a un accès direct vers les espaces de vie collectifs et de convivialité.

### Italie

#### Vallée d'Aoste
En Vallée d'Aoste, les maisons de retraite sont appelées également maisons de repos ou micro-communautés, ce dernier terme se référant aux maisons situées dans les communes en dehors du chef-lieu régional (Aoste). Elles sont gérées par les unités de communes. À Aoste se situent deux maisons de repos historiques, le « refuge Père Laurent » et la « maison de repos J.-B. Festaz » (anciennement connue comme l'hospice de charité), fondées par le Père Laurent et par Jean-Boniface Festaz respectivement.

### Luxembourg
Au Luxembourg, les maisons de retraite se nomment centres intégrés pour personnes âgées (CIPA). Il en existe une trentaine, exploitées par plusieurs sociétés dont la principale est un établissement public, Servior.

### Suisse
En Suisse romande, les maisons de retraite sont connues sous le nom d'établissement médico-social (EMS). En Suisse alémanique, ce sont des Alters- und Pflegeheime. Valérie Hugentobler, Annick Anchisi, Corinne Dallera et Agnès Strozzega relèvent que la privatisation à but lucratif du secteur de l'aide et des soins à domicile s'est développée depuis les années 1990.

## Œuvres de fiction ayant pour cadre une maison de retraite
- Les Vieux de la vieille, 1960, film réalisé par Gilles Grangier
- Beignets de tomates vertes, 1991, film réalisé par Jon Avnet, d'après le roman éponyme
- Le Prince de West End Avenue, roman d'Alan Isler, 1994.
- Mars Attacks!, 1996, film réalisé par Tim Burton (où l'attaque d'une maison de retraite conduit l'invasion martienne à sa perte)
- Stuck, 2007, (le personnage principal joué par Mena Suvari tient le rôle d'une infirmière dans une maison de retraite)
- La bande dessinée Rides et son adaptation en film d'animation La Tête en l'air décrivent le quotidien d'un vieil homme dans une maison de retraite.
- Claire et les vieux, où une jeune fille va vivre avec sa grand-mère en résidence.
- Maison de Retraite (M.D.R.), film réalisé par Thomas Gilou

## Controverses
[à développer]
En France, les maisons de retraite font fréquemment l'objet de controverses dans l'actualité, notamment dénoncées par les organismes de répression des fraudes, comme la Direction générale de la Concurrence, de la Consommation et de la Répression des fraudes (DGCCRF), ou des particuliers, pour les motifs suivants :
- abus de faiblesse des occupants[14] ;
- tromperies sur les prestations proposées ou les prix pratiqués[15] ;
- clauses abusives dans les contrats signés entre les résidents et leur maison de retraite[16] ;
- normes de sécurité (Code de la construction et de l’habitation) et d'hygiène non respectées[17] ;
- maltraitance[18].

Les résidents d’un EHPAD disposent, à l'instar des personnes vulnérables accueillies dans les autres catégories d’établissements et services sociaux et médico-sociaux, d’une protection juridique spécifique,.
En 2017, le gouvernement procède à une réforme de la tarification des EHPAD se traduisant par une baisse importante des recettes pour 35 à 40 % des EHPAD publics. La réforme suscite de vives critiques de l’ensemble du secteur : Fédération hospitalière de France, syndicats de salariés, organisations d’EHPAD privés non lucratifs, associations de directeurs et de familles.

## Services d’aide à l’orientation en Belgique
En Belgique, certaines structures accompagnent gratuitement les familles dans la recherche d’une maison de repos. Il peut s’agir des CPAS locaux, de services sociaux hospitaliers, ou d’organismes privés comme Retraite Plus.
- Retraite Plus Belgique : service gratuit d’aide à la recherche d’une maison de repos.